# Aleksandr Vertinskij
Aleksandr Nikolaevič Vertinskij (in russo Александр Николаевич Вертинский?; Kiev, 20 marzo 1889 – Leningrado, 21 maggio 1957) è stato un cantante, poeta e attore russo sovietico.
L'artista è considerato uno dei maggiori cantanti russi del XX secolo.

## Biografia

### Vita privata
Aleksandr Vertinskij, come sua sorella maggiore Nadezhda, nacquero a Kiev (nell'odierna Ucraina), al di fuori del matrimonio: i genitori non potettero sposarsi perché la prima moglie di loro padre ("Varvara, una donna di una certa età, cattiva e priva di attrattive" la definiva Vertinskij nelle sue memorie) gli rifiutava il divorzio, così che il padre dovette adottare i suoi propri figli. Entrambi i genitori appartenevano alla Chiesa ortodossa russa. Il padre, Nikolai Petrovič Vertinskij, proveniente da una famiglia di ferrovieri, era un noto avvocato – particolarmente popolare fra i poveri, a quanto riferisce Aleksandr, poiché li difendeva gratuitamente e non mancava di fornire loro un aiuto finanziario – e, occasionalmente, giornalista e scrittore (pubblicava romanzi d'appendice con lo pseudonimo di Graf Niver). Aleksandr, pur considerandosi russo, era certo che nelle sue vene scorresse anche sangue polacco: "non ho mai incontrato qualcuno che si chiamasse come me in Russia, mentre il cognome è piuttosto diffuso in Polonia… uno dei miei trisavoli era probabilmente polacco". 
La madre di Aleksandr, Eugenia Stepanovna Skolatskaya, proveniva da una famiglia dell'antica nobiltà russa, ma venne disconosciuta dai genitori dopo aver partorito figli illegittimi. Morì di sepsi, dopo un intervento chirurgico non riuscito, quando Aleksandr aveva appena tre anni; e nel giro di due anni anche il padre morì di tubercolosi. Secondo la descrizione di Aleksandr, suo padre non riuscì ad accettare la morte della moglie: passava molto tempo al cimitero e una volta fu trovato privo di coscienza sulla tomba di lei, episodio dal quale si datano il peggiorare della sua malattia e la sua successiva morte.
Vertinskij fu quindi affidato alle cure della sorella della madre, Maria Stepanovna, mentre Nadezhda fu accudita dall'altra sorella, Lidia Stepanovna. Le due sorelle non volevano che i fratelli si frequentassero, giungendo al punto di asserire presso l'uno la morte dell'altro; fu soltanto dopo qualche anno che Aleksandr lesse notizie della sorella su una rivista di teatro, e la contattò. Nel 1898 Aleksandr iniziò a frequentare il prestigioso Primo Ginnasio di Kiev, destinato ai figli dell'aristocrazia, ma vi fu espulso e di conseguenza si iscrisse al meno elitario Quarto Ginnasio, dal quale tuttavia, di nuovo, venne espulso nel 1905. Vertinskij non amava gli studi, e di questo accusava la zia, che "non aveva idea di come si allevassero i bambini".
Durante il suo tour europeo, nel 1923,  Vertinskij sposò Irina Vladimirovna Vertidis, alla quale rimase legato fino al 1941. Benché Aleksandr non la citi nelle sue memorie, il nome di lei è attestato dal certificato di divorzio. La seconda moglie di Vertinsky, sposata nel 1942, è stata l'attrice ed artista figurativa Lidiya Vertinskaya (nata Tsirgvava, 1923—2013), dalla quale ebbe le due figlie Marianna (nata nel 1943) ed Anastasiya Vertinskaya (nata nel 1944), entrambe attrici di successo.
Marianna ha contratto tre matrimoni, di cui uno con l'attore Boris Chmelnickij, concependo complessivamente due figlie. Anastasiya è stata sposata dal 1966 al 1969 al regista Nikita Michalkov, e dal 1976 al 1978 al musicista Aleksandr Gradskij; ha avuto inoltre una relazione più che ventennale con l'attore e direttore di teatro Olag Efremov
L'artista, sofferente di insufficienza cardiaca, è morto il 21 maggio 1957 all'Hotel Astoria di Leningrado, dopo il suo ultimo spettacolo. È sepolto al cimitero di Novodevičij di Mosca.

### Biografia artistica
Vertinskij ebbe diverse occupazioni prima di riuscire a guadagnarsi la vita scrivendo racconti per i periodici di Kiev. Nel 1912 si trasferì con la sorella a Mosca, dove tentò invano di inserirsi al Teatro d'arte di Mosca di Stanislavskij. In questo periodo divenne dipendente dalla cocaina, l'abuso della quale dovette costare la vita alla sorella. Dal 1914 al 1916 prese parte alla prima guerra mondiale prestando servizio sui treni ospedale organizzati dalla famiglia Morozov: si occupava esclusivamente di casi gravi e pare che abbia medicato 35000 ferite.
Nel 1916 Vertinskij adottò la figura scenica di Pierrot, con il volto incipriato: in tale ruolo interpretava delle ariette, ciascuna con un prologo, un'esposizione, il culmine ed un finale tragico. Fu soprannominato "Pierrot russo", divenne noto, fu oggetto di ammirazione e di imitazione, sminuito dalla critica ma osannato dal pubblico.
Contemporaneamente alla sua carriera di cantante, che allora cominciava a fiorire, egli ricoperse ruoli secondari in alcuni film muti di Aleksandr Chanžonkov; da questo periodo data l'inizio della duratura amicizia con Ivan Mozžuchin. La sua famosa canzone "Vaši pal'cy pachnut ladanom" è dedicata ad un'altra star del cinema, Vera Cholodnaja. Poco prima della rivoluzione d'ottobre Vertinskij escogitò la figura scenica del "Pierrot nero", con la quale compì delle estese tournée in Russia ed in Ucraina, interpretando elegie decadenti con un tocco di cosmopolitismo chic, quali "Kokainetka" e il tango "Magnolia". A detta dello studioso americano Richard Stites "Vertinskij immergeva i suoi versi in immagini di palme, uccelli tropicali, porticcioli esotici, saloni raffinati, ventilatori da soffitto e albe "sul mare rosato"" (come recita il titolo di una sua nota canzone), venendo in tal modo incontro all'immaginario del pubblico in tempo di guerra.
Dopo la guerra Vertinskij lascia Mosca per unirsi alle file della diaspora russa all'estero. Si esibisce a Costantinopoli e visita la Bessarabia rumena (dove acquisisce un passaporto greco falso, a nome Alexandre Vertidis). Nel 1923 dà spettacoli in Polonia e in Germania per poi stabilirsi a Parigi, dove si esibirà per nove anni per gli emigrati russi nei cabaret di Montmartre.
Nel 1926 Vertinskij realizza una delle prime incisioni della canzone "Dorogoj dlinnoju" ("Дорогой длинною": "Strada senza fine") di Boris Fomin (1900-1948) su testo del poeta Konstantin Podrevskij, che diverrà, tempo dopo, su testo inglese di Gene Raskin, uno dei cavalli di battaglia di Mary Hopkin ("Those Were the Days", 1968).
Dopo diversi tour di successo in Medio Oriente Vertinskij raggiunse la comunità di russi benestanti negli Stati Uniti, dove si esibì per un pubblico che comprendeva Rachmaninov, Šaljapin e Marlene Dietrich. La grande depressione lo costrinse ad un nuovo trasferimento alla volta di Shanghai, dove risiedette dal 1935 per otto anni; fu proprio in Cina che conobbe colei che sarebbe diventata sua moglie, e lì nacque la sua prima figlia, Marianne.
Nel 1943 la sua ennesima domanda di trasferimento in Unione Sovietica venne accettata. Qui Vertinskij, nonostante la mancanza di battage pubblicitario, si esibì in migliaia di concerti in lungo e in largo per il paese. Nello stesso tempo prendeva parte ad alcuni film, nei quali recitava spesso la parte dell'aristocratico pre-rivoluzionario, come in Anna al collo (1954), versione cinematografica di un racconto di Anton Čechov.

## Opere

### Discografia attuale

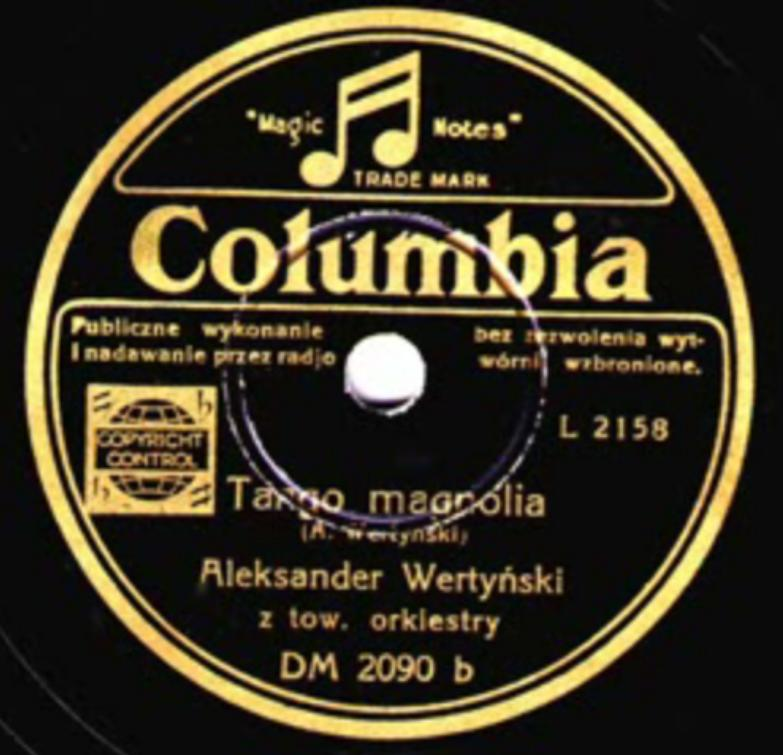
Disco 78 giri della Columbia con "Tango Magnolia" di Vertinskij

- Александр Вертинский (etichetta Мелодия, Д 026773-4) (1969)
- Александр Вертинский (Мелодия, М60 48689 001; М60 48691 001) (1989)
- То, что я должен сказать (Мелодия, MEL CD 60 00621) (1994)
- Песни любви ("Canzoni d'amore") (RDM, CDRDM 506089; Boheme Music, CDBMR 908089)[17] (1995)
- Vertinski (Le Chant du Monde, LDX 274939-40) (1996)
- Легенда века (Boheme Music, CDBMR 908090) (1999)
- Vertinski (Boheme Music, CDBMR 007143) (2000)
- Собрание сочинений (raccolta)[18][19][20][21]. (2003)

### Testi letterari
- Четверть века без Родины. Страницы минувшего  (Kiev, Музычна Украйина, 1989, ISBN 5-88510-080-2)
- Дорогой длинною… Стихи и песни. Рассказы, зарисовки, размышления. Письма  (Mosca, Pravda, 1991)
- За кулисами. Вступительная статья Ю. Томашевского (Mosca, Советский Фонд Культуры, 1991, ISBN 978-00-1336940-0)

### Filmografia

#### Attore
- Il precipizio (Обрыв), regia di Pëtr Čardynin (1913)
- Медовый месяц, Baby[22] (1915)
- Поборницы равноправия, regia di Vladislav Lenčeski[23] (1915)
- Убийство балерины Пламеневой, regia di Yevgeni Bauer[24] (1915)
- Список утраченных фильмов России (1916)
- До дна осушенный бокал[25] (1916)
- На грани трёх проклятий[25] (1917)
- Обломки крушения[25] (1917)
- L'imperatrice perduta (Geheimnisse des Orients), regia di Alexandre Volkoff (1928)
- La fine del mondo (La fin du monde), regia di Abel Gance (1931)
- Zagovor obrechyonnykh (Заговор обреченных), regia di Michail Konstantinovič Kalatozov (1950)
- Anna al collo (Анна на шее), regia di Isidor Annenskij (1954)
- Scanderberg, l'eroe albanese (Skenderbeu), regia di Sergei Yutkevich (1954)
- Пламя гнева, regia di Timofei Levchuk (1955)

#### Colonna sonora
Canzoni di Vertinskij sono state utilizzate, dopo la sua morte, nelle colonne sonore di alcuni film, tra i quali:
- Sirppi ja kitara, noto anche come From Russia with Rock, regia di Marjaana Mykkänen (1988)
- Pereval (Перевал), regia di Vladimir Tarasov (1988)
- Est-ovest - Amore-libertà (Est-Ouest), regia di Régis Wargnier (1999)
- La contessa bianca (The White Countess), regia di James Ivory (2005)
- Voici venir l'orage…, mini-serie TV, regia di Nina Companeez

## Riconoscimenti
Nel 1951 è stato assegnato a Vertinskij il premio Stalin per la sua interpretazione del cardinale anticomunista nel film Zagovor obrechyonnykh ("Il complotto dei condannati") di Michail Kalatozov.

## Influenza culturale
L'influenza di Aleksandr Vertinskij è stata sensibile nella cultura musicale soprattutto russa - dove le sue canzoni sono state riprese da artisti del calibro di Vladimir Vysockij – e lo è tuttora: basti pensare a Boris Grebenščikov e alla versione lounge elettronica di un suo pezzo realizzata dai Cosmos Sound Club. Nel 1998 la cantante francese Anna Prucnal dedica a Vertinskij il tour Anna Prucnal chante Vertinski, di cui rimangono testimonianze sul CD omonimo. 
Un pianeta minore scoperto nel 1982 dall'astronoma sovietica Ljudmila Karačkina è stato denominato, in onore dell'artista, 3669 Vertinskij.